# Batalla de El Tala (1854)
La batalla de El Tala fue un enfrentamiento sucedido el 8 de noviembre de 1854 a las orillas del río Tala, cercana a la actual localidad homónima, San Pedro, Buenos Aires, Argentina, entre las tropas invasoras de los generales Jerónimo Costa e Hilario Lagos y las fuerzas bonaerenses comandadas por el general Manuel Hornos, en el marco de la guerra entre la Confederación Argentina y el Estado de Buenos Aires.

## Antecedentes
En 1852, la legislatura porteña rechazó el Acuerdo de San Nicolás, con el que Urquiza intento unir a todas las provincias en la Confederación Argentina tras décadas de guerra civil, lo que motivo la revolución del 11 de septiembre de 1852 y el fallido sitio de Buenos Aires. Desde entonces, el Estado de Buenos Aires permaneció separado de la Confederación Argentina, sancionando su propia constitución. Muchos de los opositores bonaerenses huyeron de la provincia, ubicándose en las localidades limítrofes y sirviendo en el ejército de Urquiza.
Jerónimo Costa, quien había defendido la isla Martín García en 1838 de los franceses, había participado junto a Hilario Lagos del sitio de Buenos Aires, y, luego de la retirada, se afincó en Santa Fe. Entonces, Urquizas lo nombró general en jefe del Ejército del Norte, con sede en Rosario, desde donde planeó una invasión a Buenos Aires. Su segundo al mando era Lagos, y lo acompañaban Cayetano Laprida, Baldomero Lamela y Juan Francisco Olmos. Por noviembre de 1854, movilizó una tropa de entre 300 y 600 hombres hacía Buenos Aires. Se duda del apoyo de Urquiza a esta campaña, pero se tiene constancia de la intervención de federales porteños exiliados como Antonino Reyes.
Por el otro lado, en septiembre de 1854, las tropas bonaerenses se movilizaron. Emilio Mitre ocupó Mercedes, con el fin de armar una línea defensiva contra las tropas de la Confederación, mientras era acompañado por el general Manuel Hornos, que comandaba parte del ejército porteño.

## La batalla
Finalmente, el ejército de Costa y Lagos cruzó el Arroyo del Medio y marcharon siguiendo el camino entre San Nicolás y Pergamino, siguiendo el curso del río Paraná. Sin embargo, se encontraron, en la zona cercana al río El Tala, afluente del Paraná, con la hueste de Hornos, acompañado por Emilio Mitre, el 8 de noviembre de 1854, a lo que le siguió un duro enfrentamiento en el que, finalmente, el propio Hornos se tuvo que poner en frente de la última carga contra el lado de Lagos. Finalmente, las tropas federales se tuvieron que retirar a Santa Fe nuevamente.

## Consecuencias
La batalla finalizó con una de las invasiones que recibiría Buenos Aires durante el tiempo de la guerra con la Confederación Argentina. Luego de la victoria, se estaba preparando un contraataque con Hornos como general y con Bartolomé Mitre al frente del Estado Mayor, pero ese plan se canceló cuando entre el 8 de enero de 1855 se aprueban los Pactos de Convivencia que supusieron un corto período de paz. Costa avanzaría nuevamente contra Buenos Aires en 1856, pero sería derrotado y finalmente muerto en el combate de Villamayor del 31 de enero de 1856.
En esta batalla, el capitán José Giribone revistaba en el Regimiento N.º 2 de Infantería cuando, tras finalizar la batalla y con un tambor, compuso la marcha militar El Tala, que tenía como fin saludar a los generales y combatientes de los ejércitos intervinientes y siendo de las preferidas durante las campañas de Cepeda, Pavón y el Paraguay.